# 阿卜杜勒·萨拉姆
穆罕默德·阿卜杜勒·萨拉姆（1926年1月29日—1996年11月21日），巴基斯坦理論物理學家。
由於「關於基本粒子間弱相互作用和電磁相互作用的統一理論的，包括對弱中性流的預言在內的貢獻」，薩拉姆與謝爾登·格拉肖、史蒂文·溫伯格共同獲得1979年的諾貝爾物理學獎。
萨拉姆是首位穆斯林諾貝爾科學獎項得主，也是首位巴基斯坦籍諾貝爾獎得主。

## 生平
萨拉姆的父親是貧困的農業區的教育部門的官員。萨拉姆在1946年獲得了旁遮普大學政府學院的獎學金。同年他被授予聖約翰大學，劍橋，凡他帶（榮譽）學士學位雙第一，在1949年得到數學和物理的獎學金。1950年他收到史密斯獎從劍橋大學最傑出的pre-doctoral貢獻物理。在劍橋他還獲得了理論物理學哲學博士學位，他的論文在1951年發表，包含已經得到他的國際名聲的量子電動力學的基本工作。
薩拉姆於1951年回到巴基斯坦在拉合爾政府學院教數學，並於1952年成為旁遮普大學數學系的領導者。他回來的目的，是成立一所學校的研究，但很快就清楚這是不可能。若要有志在理論物理研究的他當時別無選擇，只能離開自己的國家，並在國外工作。許多年以後，他成功地找到一種辦法解決許多年輕和天才理論物理學家來自中國發展的困境。
薩拉姆從1960年到1974年是巴基斯坦政府裡的科學顧問，薩拉姆在巴基斯坦的科學基礎設施扮演著重要的地位及影響力。薩拉姆不僅負責主要的發展、理論上的貢獻和粒子物理學外，薩拉姆也提升了國家科學研究的最高水平。薩拉姆是太空和外大氣層研究委員會(SUPARCO)的創始董事，並且負責在石油組織(PAEC)設立理論物理小組(TPG)。作為科學顧問，1972年，薩拉姆在巴基斯坦的發展對於和平使用核能扮演著不可或缺的角色，並指導研究武器的發展。在1974年，巴基斯坦議會爭議地通過議會法案聲明艾哈邁迪亞穆斯林社區是一個非穆斯林社區，宣布艾哈迈迪教派为“非伊斯教”，1984年更禁止他们自称是伊斯兰教徒，也不准他们宣教或到沙特阿拉伯朝圣，一切关于艾哈迈迪教派的刊物都不准出版。艾哈迈迪教派的清真寺也被令关闭。薩拉姆抗議離開巴基斯坦。甚至在他死後，薩拉姆仍然是在他的國家中最具有影響的科學家。在西元1998年，隨著國家的核能試驗，巴基斯坦政府發行紀念郵票，一部分作為「巴基斯坦的科學家」，去紀念薩拉姆。

## 成就
薩拉姆主要和顯著的成就包括：帕蒂薩拉姆模型、磁光子、矢量介子、大統一理論，關於夸克和整體對稱性之作品，以及最重要的電弱理論，為此獲得最負盛名的物理學獎──諾貝爾獎。

## 貢獻
薩拉姆在帝國理工學院對量子場論和數學提升有相當的貢獻。薩拉姆與他的學生Riazuddin在中微子、中子星以及黑洞有相當大的貢獻，並將量子力學和量子場論現代化。身為教師和科學推動者，薩拉姆被認為是巴基斯坦科學之父和數學、理論物理學家，但他自謙為科學顧問。薩拉姆最大個貢獻是提升巴基斯坦物理地位。薩拉姆在去世之前於第三世界持續提倡科學。
他將原子和平獎金設立基金，提供年輕的巴基斯坦物理學家參觀物理中心。

## 信仰
萨拉姆属于阿赫迈底亚教派，由于他们的教义未承认穆罕默德是最后一位先知，在主流伊斯兰教派眼中就成了“异教徒”，受到歧视和打压。 关于伊斯兰和科学关系， 萨拉姆认为伊斯兰和科学之间不存在鸿沟。

### 引用
1. ↑  .   [2009-05-19]. （原始内容存档于2008-02-16）. -Dr Abdus Salam - The ’Mystic’ scientist
2. ↑  .   [2021-08-17]. （原始内容存档于2021-08-17）.